# Хофгайсмар
Хофгайсмар (нем. Hofgeismar) — город в Германии, в земле Гессен (Кассель (район)).
Подчинён административному округу Кассель. Входит в состав района Кассель. Население составляет 15 655 человек (на 31 декабря 2010 года). Занимает площадь 86,39 км².
Официальный код — 06 6 33 013.

## Известные уроженцы и жители
- Кэтельхён, Герман (1884—1940) — немецкий художник-реалист, график, рисовальщик и резчик по дереву.

## Фотографии

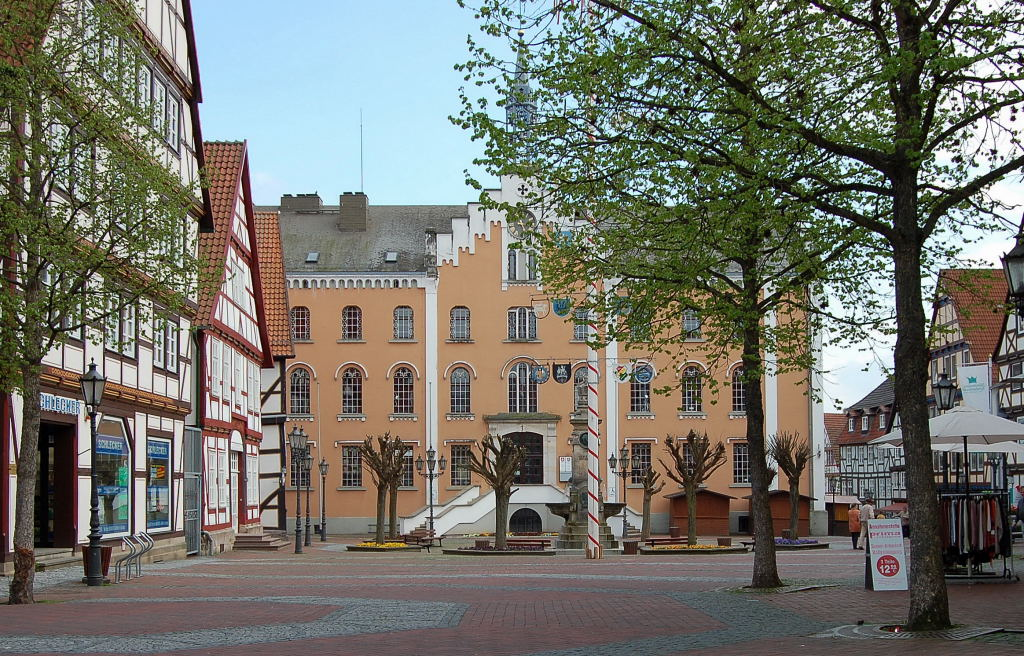
Rathaus am Markt
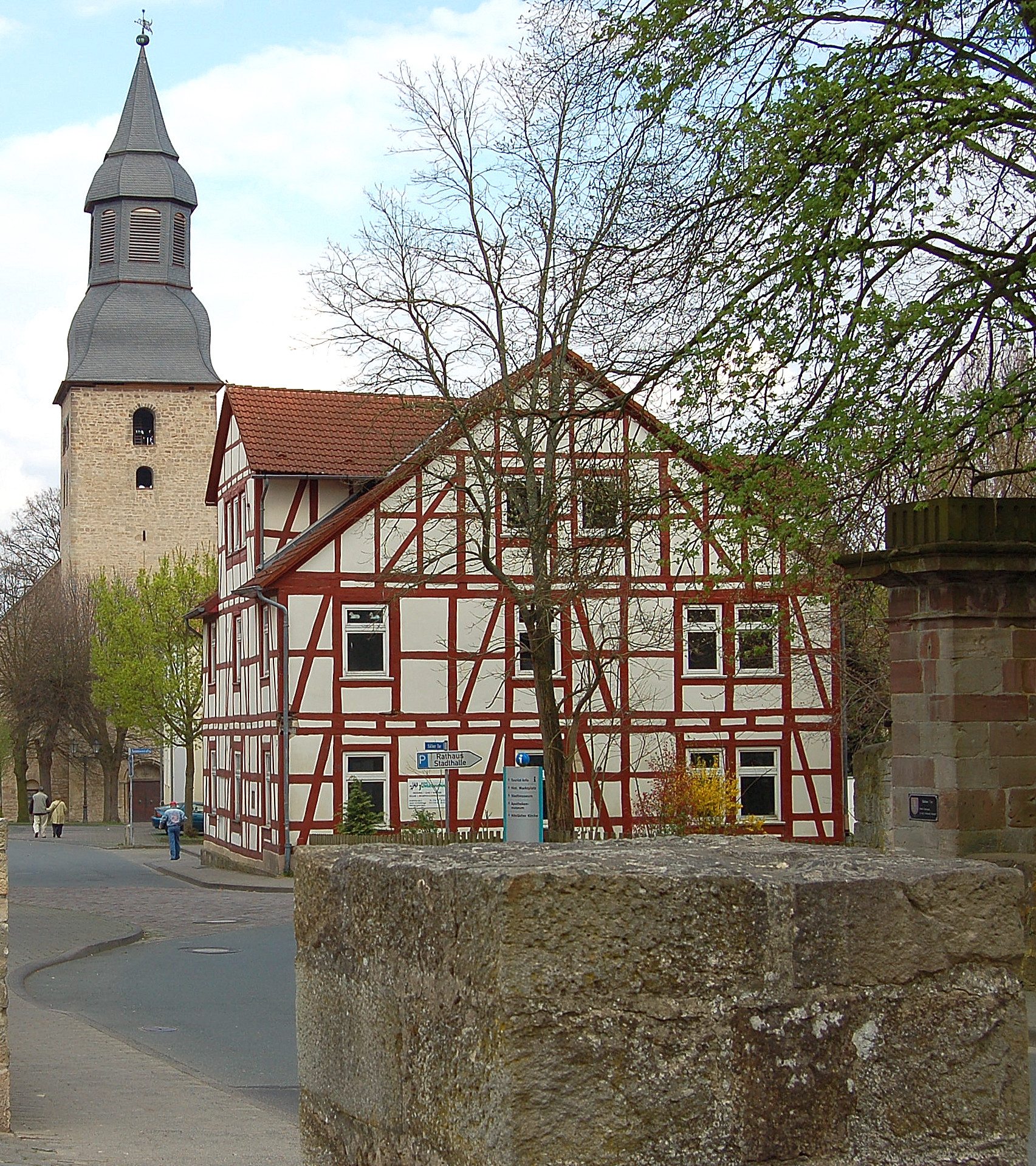
Blick vom Sälber Tor zur Altstädter Kirche
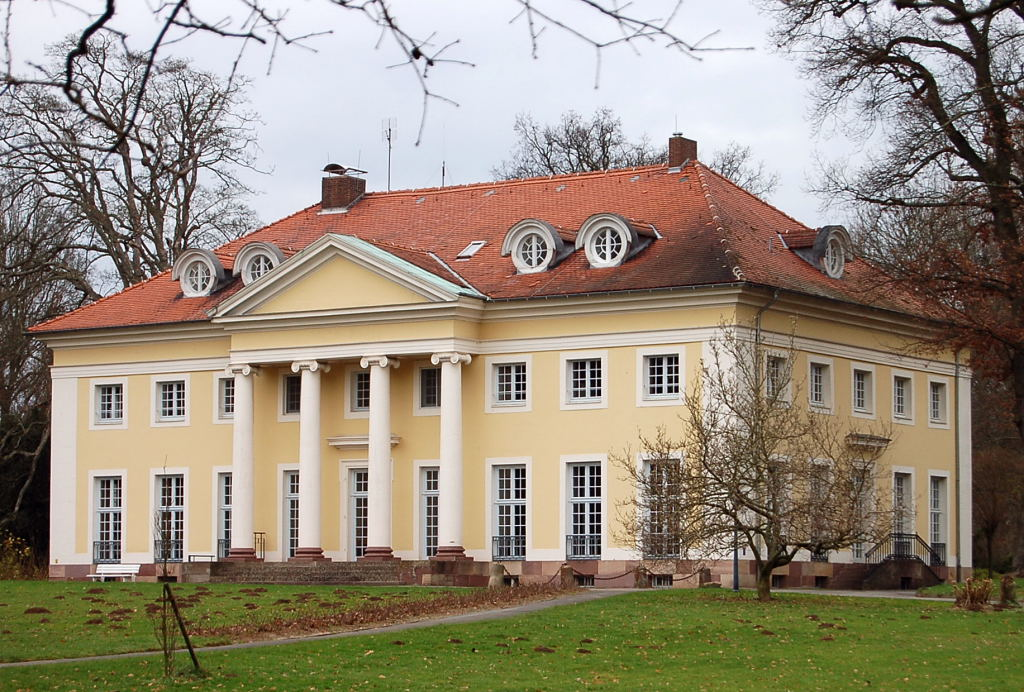
Schlösschen Schönburg